# Нортленд (Сомали)
Эта статья — о государственном образовании, существовавшем на территории провинций Сул, Санааг и Айн в северной части Сомали в 2008—2009 гг. Статья о государстве, существовавшем на данной территории в 2010—2012 гг. — Сул-Санааг-Айн, о современной автономии — Хатумо.
Сомалийское Государство Нортленд — бывшее автономное самопровозглашённое государство на территории Сомали, объявившее о независимости в 2008 году. На севере граничило с Маахиром, на востоке — с Пунтлендом, на западе — с Сомалилендом. Государство стало уже шестым по счету образованием на территории Сомали после стихийного развала этой страны.

## История

### Современный период
С начала 1991-х годов территории представители восточного клана Дулбаханте в Сомалиленде поддерживали независимость самопровозглашённого Сомалиленда, поскольку государства Сомали де-факто уже не существовало. Однако дискриминационная политика властей вынудила создать 1 мая 2008 года своё временное государство с целью дальнейшего объединения с другими частями бывшего Сомали. Нортленд занимал районы Сул, Санааг и Айн. Постоянные конфликты с Сомалилендом вынудили войска Пунтленда, который также не ставил задачу обрести полную независимость, частично захватить восточные части Сомалиленда (Маахир и Нортленд), пока власти этого самопровозглашённого государства не успели установить там свой контроль. К 2009 году Нортленд прекратил своё существование. будучи разделённым между Сомалилендом и Пунтлендом. Однако с 2010-11 года, благодаря успешным действиям против Сомалиленда, государство восстановилось на части территорий провинций Сул, Санааг и Айн (SSC), но название Нортленд уже не использовалось. Территории, отошедшие до этого Пунтленду, были возвращены. SSC осталось несепаратистским образованием, стремясь, как и Пунтленд, стать частью единого федеративного Сомали. Вооружённые столкновения с Сомалилендом продолжились. В 2012 году на территории бывшего Нортленда было образовано Сомалийское Государство Хатумо в качестве штата Федеративной Республики Сомали.